# Westmakedonien
Westmakedonien, auch Westmazedonien, (griechisch Δυτική Μακεδονία Dytikí Makedonía) ist eine der 13 Regionen Griechenlands und der westliche Teil der geografischen Region Makedonien. Hauptstadt der Region ist Kozani.

## Regionalbezirke und Gemeinden
Die Region Westmakedonien gliedert sich in vier Regionalbezirke, die den Gebieten der bis 2010 existierenden Präfekturen entsprechen. Proportional zu deren Einwohnerzahl entsenden sie eine bestimmte Anzahl Abgeordneter in den 35-köpfigen Regionalrat.
| Regionalbezirk | Einwohner 2011 | Einwohner 2021 | Sitze | Gemeinden                              |
| -------------- | -------------- | -------------- | ----- | -------------------------------------- |
| Florina        | 51.414         | 44.880         | 6     | Amyndeo, Florina, Prespes              |
| Grevena        | 31.757         | 26.576         | 4     | Deskati, Grevena                       |
| Kastoria       | 50.322         | 45.929         | 6     | Argos Orestiko, Kastoria, Nestorio     |
| Kozani         | 150.196        | 137.210        | 19    | Eordea, Kozani, Servia, Velvendo, Voio |
| Westmakedonien | 283.689        | 254.595        | 35    |                                        |

## Wirtschaft
Im Vergleich mit dem BIP der EU ausgedrückt in Kaufkraftstandards erreichte Westmakedonien 2006 einen Index von 76,0 (EU-27 = 100).
Im Jahr 2025 betrug die Arbeitslosenquote 12,5 %.

## Antike
Westmakedonien ist weitgehend deckungsgleich mit der antiken geographischen Region Obermakedonien.